# Most Bugrinski
Most Bugrinski (ros. Бугри́нский мост) – obiekt mostowy będący trzecią drogową przeprawą nad rzeką Ob w mieście Nowosybirsk, w Rosji. Most powstał w latach 2010-2014 jako przeprawa łącząca dwie naprzeciwległe sobie dzielnice miasta rejon oktiabrskij i rejon kirowski. Most otwarto oficjalnie 8 października 2014 roku, koszty całkowite wraz z węzłami drogowymi wyniosły około 14,8 mld rubli.

## Cel budowy
Most jest częścią ciągu komunikacyjnego zaliczanego do budowanej południowo-zachodniej obwodnicy miasta Nowosybirsk, która w założeniu projektowym ma połączyć drogi federalne M-51, oraz tzw. Trakt Czujski. Nowy most ma docelowo odciążyć pozostałe dwa mosty drogowe przecinające rzekę Ob, które obsługiwały do tej pory około 90% ruchu miejskiego, a których przepustowość w następnych latach będzie niewystarczająca dla wzrastającego ruchu miejskiego.

## Konstrukcja – dane techniczne

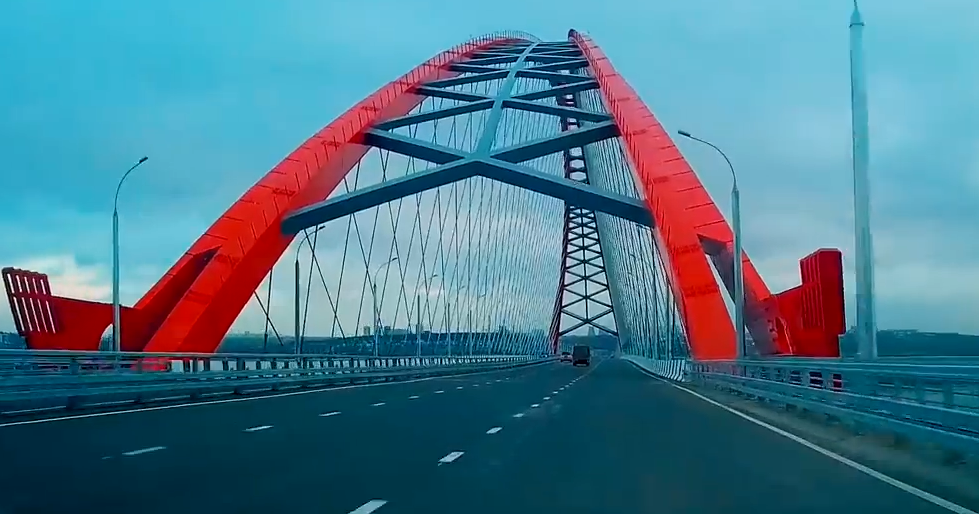
Zdjęcie wykonane z kamery samochodowej, 20 maja 2015 roku

Zgodnie ze zrealizowanym projektem, obiekt mierzy 2091 metrów długości całkowitej i składa się z 29 przęseł mostowych. Główne przęsło łukowe mostu Bugrinskiego w Nowosybirsku przebiegające bezpośrednio przez rzekę Ob jest najdłuższym tego typu w Rosji i nieformalnie na obszarze Wspólnoty Niepodległych Państw, z przęsłem o rekordowej rozpiętości postawy łuku wynoszącej 380 metrów. Całkowita wysokość stalowej konstrukcji przęsła łukowego wynosi 70 metrów, natomiast wysokość przęsła nad poziomem wody wynosi maksymalnie 15 metrów, tworząc przestrzeń żeglugową o wymiarach 2 x (120 x 15) metrów.
Konstrukcja łuku stalowego zaprojektowana przez projektantów i wykonana przez zakłady stalowe znajdujące się w Szwajcarii, pozostałe stalowe elementy o zwiększonej odporności na wilgoć i trwałości nie mniejszej niż 70 lat, zostały importowane z Niemiec i Izraela. Łączna długość cięgien przymocowanych do łuku na których zawieszony został pomost wynosi 9 kilometrów, natomiast całkowity ciężar konstrukcji stalowych konstrukcji wynosi 27000 ton. Podpory i przyczółki mostu wykonano z żelbetu posadowionego na palach wbijanych.
Most składa się z dwóch jezdni o trzech pasach ruchu w obu kierunkach. W przyszłości samochody będą mogły poruszać się po obiekcie z maksymalną prędkością 100 km/h, według specyfikacji projektowej ma to zapewnić dzienną przepustowość mostu na poziomie 135 tysięcy pojazdów. Obecna przepustowość mostu to około 7180 pojazdów na godzinę przy prędkości 80 km/h.
Główne łukowe przęsło mostu barwy czerwonej, według projektantów nawiązuje do herbu Nowosybirska, na którym tuż nad skrzyżowanymi ze sobą strzałami pod tarczą główną herbu, znajduje się czerwony łuk.